# Micronereis ochotensis
Micronereis ochotensis är en ringmaskart som beskrevs av Buzhinskaya 1981. Micronereis ochotensis ingår i släktet Micronereis och familjen Nereididae. Inga underarter finns listade i Catalogue of Life.